# Leinkupal
Leinkupal là một chi khủng long, được Gallina Apesteguía Haluza & Canale mô tả khoa học năm 2014.